# Judo na Igrzyskach Panarabskich 2023
Zawody judo na igrzyskach panarabskich w 2023, odbywały się w dniach 5-7 lipca w Algierze, na terenie La Coupole d'Alger Arena. W tabeli medalowej tryumfowali zapaśnicy z Algierii.

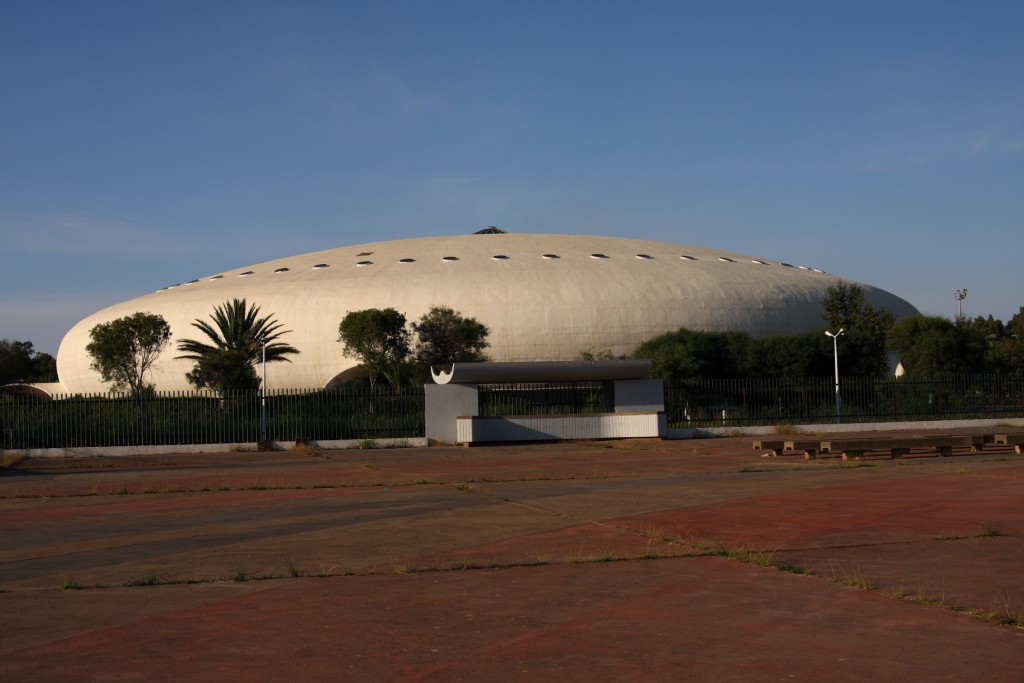
Hala

## Klasyfikacja medalowa
Gospodarz zawodów został zaznaczony kolorem.
| Miejsce | Państwo  |    |    |    | Razem |
| ------- | -------- | -- | -- | -- | ----- |
| 1       | Algieria | 8  | 6  | 2  | 16    |
| 2       | Tunezja  | 5  | 6  | 6  | 17    |
| 3       | Maroko   | 3  | 2  | 2  | 7     |
| 4       | Syria    | 0  | 1  | 4  | 5     |
| 5       | Jordania | 0  | 1  | 3  | 4     |
| 6       | Irak     | 0  | 0  | 2  | 1     |
| 7       | Jemen    | 0  | 0  | 1  | 1     |
| Razem   | Razem    | 16 | 16 | 20 | 52    |

## Medaliści

### Mężczyźni
| Konkurencja: | Złoto: | Srebro: | Brąz: |
| −60 kg       | Fraj Dhouibi | Bilal Almansour | Ali Khousrof Younes Saddiki |
| −66 kg       | Wail Ezzine | Adam Taook | Aziz Harbi Ahmad Alrfou |
| −73 kg       | Messaoud Dris | Hassan Doukkali | Bayan Hasan Alaeddine Ben Chalbi |
| −81 kg       | Achraf Moutii | Aghiles Imad Benazoug | Hachem Sellami Sajjad Sehen |
| −90 kg       | Abdelaziz Ben Ammar | Oussama Kabri | Hussein Al-Aameri Abdallah Miqdad |
| −100 kg      | Mustapha Bouamar | Koussay Ben Ghares | Redha Lamri |
| ponad 100 kg | Mohamed El Mehdi Lili | Mohammed Lahboub | Hussein Salman |
| Drużynowo    | Tunezja · Fraj Dhouibi · Mohamed Mtiri · Aziz Harbi · Alaeddine Ben Chalbi · Wajdi Hajji · Hachem Sellami · Abdelaziz Ben Ammar · Koussay Ben Ghares | Algieria · Wail Ezzine · Messaoud Dris · Oussama Djeddi · Hud Zurdani · Djamel Eddine Souilah · Aghiles Imad Benazoug · Oussama Kabri · Mustapha Bouamar · Mohamed El Mehdi Lili · Kais Mahie Eddine Moudetere · Achour Denni · Rayane Zakaria Benatia · Redha Lamri · Anouar Abdelkader Hached | Maroko · Younes Saddiki · Abderrahmane Boushita · Hassan Doukkali · Achraf Moutii · Mohammed Lahboub · Syria · Bayan Hasan · Suleiman Al-Refai · Adam Taook · Doulet Aslan |

### Kobiety
| Konkurencja: | Złoto: | Srebro: | Brąz:                     |
| −48 kg       | Oumaima Bedioui | Houaria Kaddour | Laila Kenan               |
| −52 kg       | Soumiya Iraoui | Faïza Aissahine | Dana Khatsheek Rahma Tibi |
| −57 kg       | Yamina Halata | Mariem Jmour | Marwa Chemkhi             |
| −63 kg       | Amina Belkadi | Maram Jmour | Mouna Manai               |
| −70 kg       | Nihel Landolsi | Souad Bellakehal | ----                      |
| −78 kg       | Hafsa Yatim | Arij Agueb | ----                      |
| ponad 78 kg  | Sonia Asselah | Sarra Mzougui | Meroua Mammeri            |
| Drużynowo    | Algieria · Sonia Asselah · Zina Bouakache · Yamina Halata · Amina Belkadi · Souad Bellakehal · Faïza Aissahine · Meroua Mammeri · Dyhia Benchallal | Tunezja · Oumaima Bedioui · Rahma Tibi · Mariem Jmour · Nihel Bouchoucha · Arij Agueb · Sarra Mzougui · Marwa Chemkhi · Mouna Manai | ----                      |